# Galvanisk adskillelse
En galvanisk adskillelse eller galvanisk isolation er en signalmæssig forbindelse mellem to isolerede elektriske kredsløb, der udmærket kan arbejde på forskellige potentialer. 

## Galvanisk adskillelse
Galvanisk adskillelse kan opnås på flere forskellige måder:
- En kapacitiv forbindelse, hvor der er indskudt kondensatorer i både signal-og stelledning mellem kredsløbene. Hvis adskillelsen er sikkerhedsmæssigt betinget er det ofte en dårlig løsning, da lysnetspænding er vekselspænding og dermed i stand til at overføres gennem en kondensator.
- En induktiv forbindelse via en transformator. Det er nok den traditionelt mest udbredte indenfor telekommunikation.
- En forbindelse via en optokobler, hvor signalet driver en lysdiode, der er monteret sammen med en fototransistor. En lysstråle er en udmærket elektrisk isolering. I princippet er en fiberoptisk forbindelse en galvanisk adskillelse.

## Anvendelse

### Eksempel 1
Et godt eksempel på anvendelsen og betydningen af en galvanisk adskillelse er switch-mode spændingsforsyninger. 
På primærsiden ensrettes lysnettet ofte til omkring 300 volt jævnspænding. 
Denne spænding ledes i afpassede pulser gennem en transformator, så der kun overføres præcis den energi, der skal bruges på sekundærsiden. 
Hvis denne udgangsspænding f.eks. er på 12 volt, overføres kun den energimængde der er nødvendig for at opretholde denne spænding. 
Hvis strømforbruget her øges, vil et tilbagemeldingskredsløb fortælle pulsmodulatoren at der skal genereres bredere eller hyppigere pulser, så energimængden forøges. Denne tilbagemelding sker via en optokobler, således at udgangskredsløbet er galvanisk adskilt fra lysnettet, og dermed ikke berøringsfarligt.

### Eksempel 2
Et andet eksempel er skilletransformatoren i visse belysningsarmaturer til badeværelser, hvor der i lampen er en stikkontakt til barbermaskiner. Den indbyggede transformator forhindrer berøringsfare i tilfælde af indtrængende fugt i barbermaskinen.